# Gianluca Vialli
Gianluca Vialli (italijanska izgovorjava: [dʒanˈluːka ˈvjalli, viˈa-], italijanski nogometaš in trener, * 9. julij 1964, Cremona, Italija, † 6. januar 2023, London.
Vialli je nekdanji italijanski profesionalni nogometaš, ki je igral na položaju napadalca. Med letoma 1985 in 1992 je kot član italijanske reprezentance nastopil na svetovnih prvenstvih 1986 in 1990 ter Evropskem prvenstvu 1988, na prvenstvu leta 1990 je z reprezentanco osvojil tretje mesto. Igral je za italijanske klube Cremonese, Sampdoria in Juventus ter ob koncu kariere za angleški Chelsea. Pri slednjem je od februarja 1998 do konca kariere junija 1999 deloval kot igralec-trener, nato pa do septembra 2000 le kot trener. V sezoni 2001/2002 je vodil Watford. Leta 1996 je z Juventusom osvojil Ligo prvakov, dvakrat je tudi osvojil naslov prvaka v Serie A in štirikrat italijanski pokal. Umrl je v začetku januarja 2023 v Londonu za rakom trebušne slinavke, s katerim se je boril od leta 2017.